# Верхняя Постникова
Верхняя Постникова — деревня в городском округе Верхотурский Свердловской области. Управляется Прокопьевским сельским советом.

## География
Населённый пункт расположен на левом берегу реки Салда в 29 километрах на юго-восток от административного центра округа — города Верхотурье.

### Часовой пояс
Верхняя Постникова как и вся Свердловская область, находится в часовой зоне МСК+2. Смещение применяемого времени относительно UTC составляет +5:00.

## Население
| 2002 | 2010 |
| ---- | ---- |
| 3    | ↘1   |

## Инфраструктура
В деревне расположена всего одна улица: Лиханова.